# 土山しげる
土山 しげる（つちやま しげる、1950年2月20日 - 2018年5月24日）は、日本国の男性漫画家。石川県金沢市出身、大阪府育ち。拓殖大学中退。大阪芸術大学芸術学部キャラクター造形学科客員教授。ペンネームは、土田しげるの他に土山滋、ツチヤマシゲル、つちやましげる、海堂りゅうの名を用いた例がある。

## 経歴
大学在学中、望月三起也に弟子入りし、アシスタントを3年間務め独立する。23歳となった1974年に、『ダラスの熱い日』で本格デビューした。キャリアの前半は、望月三起也の門下ということもありアクションものを数多く手掛け、そのほとんどは原作付きであった。『極道ステーキ』などの作品で高い評価を得、1993年頃には月に300頁を描くようになったという。43歳の時、過労で倒れ入院を余儀なくされた。その際、病院食の不味さから「食漫画」を描きたいという意欲が生まれた。こうして発表されたのが『喧嘩ラーメン』であり、続く『食キング』で自身が本当に描きたいものが「食漫画」であることに確信を得たとしている。以後、68歳で歿するまで専ら「食漫画」を描き続け、グルメ漫画の巨匠と称されるに至った。土山しげるの「食漫画」は、食べる人に焦点を当てたもので、食材や調理法を紹介する既存の「食漫画」とは一線を画すものである。2007年に『喰いしん坊!』で 日本漫画家協会賞優秀賞を受賞している。

## 作品一覧

### 1970年代
- 血の代償（『週刊少年キング』第11巻第14号（1973年3月18日増刊号）、少年画報社[11]）
- 開化狂輪離し[注 4]（共作：望月三起也、『ヤングコミック』第7巻第26号（1973年11月14日号）、少年画報社[18]）
- ダラスの熱い日（劇画ロードショー、『別冊少年チャンピオン』1974年3月号、秋田書店[19]）
- 炎の出発[注 5]（共作：望月三起也、『別冊少年ジャンプ』第5巻第3号（1974年3月号）、集英社) – 『ダンダラ新選組[注 6]』の前日譚[21]。
- 三銃士（劇画ロードショー、『別冊少年チャンピオン』1974年5月号、秋田書店[19]）
- 怒れるドラゴン 不死身の四天王（劇画ロードショー、『別冊少年チャンピオン』1974年7月号、秋田書店[19]）
- 禅•of•America（共作：望月三起也、『別冊ビッグコミック』1974年9月15日号、小学館[22]）
- 枯葉 Les Feuilles Morestes（共作：望月三起也、レコパル・ライブ・コミックシリーズ、『FMレコパル』1975年1月13日（2）号、小学館[23]）
- エスパイ（劇画ロードショー、『月刊少年チャンピオン』1975年1月号、秋田書店[19]）
- 第一楽章 大脱走（共作：望月三起也、レコパル・ライブ・コミックシリーズ、『FMレコパル』1975年3月10日（6）号、小学館[24]）
- 愛マシンガン[注 7]（『週刊プレイボーイ』1975年4月8日号、集英社[22]）
- ヨオッ、だいとうりょう!! カザルス物語（共作：望月三起也、レコパル・ライブ・コミックシリーズ、『FMレコパル』1975年6月2日（12）号、小学館[25]）
- 銀河戦士アポロン（原作：雁屋哲、『週刊少年キング』第13巻第29号（1975年7月7日（28）号） - 、少年画報社） - 1976年に『UFO戦士ダイアポロン』の題名でテレビアニメ化された[26]。
- サンダー オブ ミュージック（共作：望月三起也、レコパル・ライブ・コミックシリーズ、『FMレコパル』1975年9月23日（5）号、小学館[27]）
- おいら器用人（『週刊少年チャンピオン』1976年1月25日増刊号、秋田書店[28]）
- 燃えろ！カジ吉（『週刊少年チャンピオン』第8巻第17号（1976年4月10日増刊号、秋田書店[28]）
- 栄光の大航空ショウ（原作：伊東恒久、『漫画ジャンボ』第10巻第10号（1976年5月1日号）、日本文華社）
- 蒲公英（『週刊漫画アクション』第11巻第7号（1977年2月1日増刊号）、双葉社[29])
- マル金サービス天駒（『週刊少年チャンピオン』1977年増刊号、秋田書店[30]）
- ポップコーン・ドライブ（『週刊少年チャンピオン』第9巻第11号（1977年3月7日（11）号）、秋田書店[30]）
- 狂戦士伝説（『漫画ジャンボ』第11巻第7号（1977年4月1日号）、日本文華社[31]）
- 怒りの山河（劇画ロードショー、『週刊少年チャンピオン』第9巻第17号（1977年4月15日増刊号）、秋田書店[30][32]）
- 20時17分（原作：浜家幸雄、『コミック野郎』第1巻第1号（1977年8月号）、リイド社[33]）
- デストロイヤー拳（『漫画パンチ』1977年12月22日号、芳文社[34]）
- 激拳（シナリオ：川島康二、監修：秋山正行、全2巻、1978年、SPコミックス、リイド社[35][36]）
- 黄金のプレスマン（原作：林律雄、全1巻、1978年11月、芳文社コミックス、芳文社[37]）
- エスカーゴ（『原作：青木けいじ、週刊漫画ゴラク』第21巻第2号（1979年1月9•16日（2）号）、日本文芸社）
- マネーチェイサー（『ヤングコミック』第13巻第11号（1979年5月9日号）、少年画報社[38]）
- 女神の軍団（『原作：山室淳一郎、『週刊漫画ゴラク』第21巻第28号（1979年7月24日（28）号）、日本文芸社）

### 1980年代
- 禁じられた札束（原作：レイモンド鷹井、『週刊漫画サンデー』第22巻第10号（1980年3月11日（10）号） - 、実業之日本社[39]）
- 男•極道•鉄火道（原作：やまさき十三、全2巻、1980年12月・1981年1月、SPコミックス、リイド社[40]）
- めいわく鳶[注 8]（『週刊漫画サンデー』第23巻第48号（1981年12月15日（48）号） - 、実業之日本社）
- うわさの先公（全2巻、1982年、マンサンコミックス、実業之日本社[41][42]）
- 突平ザP・ボーイ（原作：永田守弘、『別冊近代麻雀』1982年11月号 - 、竹書房[43]）
- 犬男の遠吠え（原作：野島好夫、『増刊リイドコミック』1983年1月1日号（リイド挑戦読切劇場）、リイド社[44]）
- ガルボに聞いてくれ（シナリオ：原麻紀夫、『リイドコミック』1983年3月7日号、リイド社[45]） - SPコミックス『殺人カーニバル』に収録されている[46]。
- アニキ 一発ツモに乾杯!!（原作：剣名舞、『別冊近代麻雀』1983年9月号 - 、竹書房[47]）
- 高校生柔道雀士（原作：志村裕次、『週刊漫画サンデー』1984年5月10日増刊号、実業之日本社[48]）
- P.M.5のパステル（原作：牛次郎、全2巻、1984年5月・1984年6月、秋田漫画文庫、秋田書店[49][50]）
- 黒帯雀道旗（『別冊漫画サンデー』第6巻7号（1984年7月号・傑作麻雀劇画） - 、実業之日本社[51]）
- 帰ってきた三匹の侍（原作：五社英雄、『週刊アサヒ芸能』、1984年10月11日号 - 、徳間書店[52]） - テレビドラマのコミカライズ作品。
- ドクター・べあー（原作：森守人、『週刊漫画ゴラク』第914号（1984年10月26日号）、日本文芸社[53]）
- 平家伝奇 忠度参上（シナリオ：野島好夫、『リイドコミック』1984年10月29日号 - 、リイド社[54]）
- アニキに雀杯（全1巻、1985年7月、アクションコミックス、双葉社[55]）
- 殺人カーニバル[注 9]（全1巻、1985年9月、SPコミックス、リイド社[56][57]） - 『殺人カーニバル』（シナリオ・原麻紀夫）のほか、『ガルボに聞いてくれ』（シナリオ：原麻紀夫）、『ホトガラ師直次朗』（シナリオ：島田真之）、『平家伝説忠度参上』（シナリオ：野島好夫）の3編も収録している[46]。
- The 三匹の侍（原作：五社英雄、全4巻、1985年10月 - 1986年1月、トクマコミックス、徳間書店[58][59]） - テレビドラマのコミカライズ作品。
- グリーンの女豹（原作：芳賀治、全2巻、1985年10月・1986年6月、ゴラクコミックス、日本文芸社[60][61]）
- 教師はホンマもん（原作：工藤かずや、『月刊ヤングリイドコミック』第1巻第1号（1986年9月号） - 、日本文芸社[62]）
- 極道ステーキ（原作：工藤かずや、全21巻、1986年10月 - 1991年3月、SPコミックス、リイド社[63][64]） - 1991年にビデオシネマ化された[65]。
- 待ったなし（『月刊ヤングリイドコミック』1986年 - 、日本文芸社）
- 非情捜査の闇の事件簿 夜の刑事（シナリオ：工藤かずや、全1巻、1986年4月、SPコミックス、日本文芸社[66]）
- 俺たちにも明日はない ジグザグ（原作：やまさき十三。全1巻、1986年12月、SPコミックス、リイド社[67]）
- カクテルストーリー（原作：緑川ツトム、全1巻、1987年2月、SPコミックス、リイド社[68]）
- あすなろ愚連隊（シナリオ：林律雄、全1巻、1987年4月、SPコミックス、リイド社[69][70]）
- シンデレラ・グリーン（原作：寺島優、全2巻、1987年3月・1987年10月、ゴラクコミックス。日本文芸社[71]）
- 独眼竜 翔ける（原作：佐々木守、全1巻、1987年6月、光文社コミックス、光文社[72]）
- ユキが舞う（原作：梶研吾、全1巻、1988年1月、SPコミックス、リイド社[73]）
- コミック 武田信玄（原作：佐々木守、全1巻、1988年1月、光文社コミックス、光文社[74][75]）
- 株式劇画（原作：曽根啓介，東史朗、『オール生活』、第43号第1号（1988年1月号） - 第44号第2号（1989年2月号）、実業之日本社[76]）
- シンデレラ・スマッシュ（原作：寺島優、全2巻、1988年4月・1988年8月、ゴラクコミックス。日本文芸社[77][78]）
- 塀の中の懲りない面々（原作：安部譲二、脚色：久保田千太郎、全2巻、1988年10月・1988年10月、文春コミックス、文藝春秋[79][80]） - 小説のコミカライズ作品。
- 用心坊（原作：今野敏、全19巻、1989年7月 - 1993年6月、マンサンコミックス、実業之日本社[81][82]） - 1994年にビデオシネマ化された[83]。

### 1990年代
- JÔDAN（全1巻、1991年5月、SPコミックス、リイド社[84][85]）
- ホットゲーム（原作：林律雄、全1巻、1991年6月、アーリーコミックス、ワニブックス[86]）
- 猛き花道（原作：梶研吾、全4巻、1991年7月 - 1992年6月、ゴラク・コミックス、日本文芸社[87][88]）
- マリア（原作：伊庭晋太郎、全6巻、1991年10月 - 1996年3月、マンサンコミックス、実業之日本社[89][90]） - 1994年に『女囚処刑人マリア』の題名でビデオシネマ化された[91]。
- オープンコンペのハイエナたち（原作：上条明、既刊1巻、1991年10月、GSコミックス、学習研究社[92][93]）
- 堂々と（原作：野島好夫、全5巻、1992年1月 - 1992年12月、SPコミックス、リイド社[94][95]）
- クライマックス（原作：武田正敏、全2巻、1992年3月・1992年9月、ヤングキングコミックス、少年画報社[96]）
- 医候[注 10]（原作：梶研吾、全2巻、1992年10月・1993年4月、ゴラクコミックス、日本文芸社[97][98]）
- 極つぶし（全10巻、1993年2月 - 1995年10月、SPコミックス、リイド社[99][100]） - 1994年に映画化された[101]。
- 2丁目ナイトハンター ニューハーフ ルナ（『Lady's comicスキャンダルI』1994年6月増刊号、宙出版）
- シャケ（原作：津流木詞朗、全5巻、1993年9月 - 1994年10月、マンサンコミックス、実業之日本社[102][103]）
- 難波のもんじゃい（原作：梶研吾、『週刊漫画サンデー』、1994年 - 、実業之日本社）
- コンビニ・ソルジャー（原作：志村裕次、既刊1巻、1994年10月、ヤングキングコミックス、少年画報社[104][105]）
- 喧嘩ラーメン（全17巻、1995年12月 - 1999年3月、ニチブンコミックス、日本文芸社[106][107]） - 1996年にビデオシネマ化された[108]。
- 孔雀堂サキ（原作：伊庭晋太郎、『週刊漫画サンデー』、第38巻第31号（1996年5月14日（19）号） - 、実業之日本社）
- 借王[注 11]（原作：平井りゅうじ、全4巻、1996年8月 - 1997年3月、SPコミックス、リイド社[110][111]） - 1997年に映画化された[112]。
- ぶっちぎれ（既刊1巻、1996年12月、メディアックスコミックス、メディアックス[113][114]）
- 爆弾記者不動丸（全3巻、1997年12月 - 1998年1月、SPコミックス、リイド社[115][116]）
- 姦の忍法帖（原作：山田風太郎、『コミックビンゴ』、第3巻第9号（1998年7月（7）号）・第3巻第10号（1998年8月（8）号）、文藝春秋[117]） - 小説のコミカライズ作品。
- 無線でGO!（『週刊マンガサンデー』、1998年 - 、実業之日本社）
- 首領の道[注 12]（原作：観月壌、全3巻、1999年2月 - 1999年6月、ニチブンコミックス、日本文芸社[119][118]） - 2011年にビデオドラマ化された。
- 食キング[注 13]（全27巻、1999年7月 - 2004年6月、ニチブンコミックス、日本文芸社[121][122]）
- 元禄商売伝BUNZA（『コミック乱』1999年8月号 - 、リイド社[123]）
- パチンカーアツシ（原作：久保田篤、全1巻、1999年8月、ドンキーコミックス、綜合図書[124][125]）
- 蛮王[注 14]（原作：平井りゅうじ、全4巻、1999年10月 - 2000年8月、ニチブンコミックス、日本文芸社[126][127]）
- コテコテ!（協力：吉本興業、全1巻、1999年12月、バンブーコミックス、竹書房[128]）
- 麺街道を行く（『まんじゃぱ』第2号、1999年、まんじゃぱ制作委員会）

### 2000年代
- 借王II（原作：平井りゅうじ、全3巻、2000年3月 - 2001年4月、SPコミックス、リイド社[129]） - 『借王』の続編。
- 包丁人味平Jr. 2000（『まんじゃぱ』第3号、2001年1月、まんじゃぱ制作委員会）
- ホストの大ちゃん（原作：源氏荘太郎、既刊1巻、2001年1月、ニチブンコミックス、日本文芸社[130][131]）
- 維新洋食伝（『漫画ゴラクスーパー増刊』2001年5月号、日本文芸社[132]） - 『食キング』の外伝で同第27巻に収録されている[132][133]。
- パチンカーアツシ 芸能界一のパチプロ編（監修：久保田篤、全1巻、2001年8月、ドンキーコミックス、綜合図書 [134]）
- どぶ [注 15]（全4巻、2001年9月 - 2004年3月、ニチブンコミックス、日本文芸社[135][136]）
- 新・借王（原作：平井りゅうじ、全3巻、2001年10月 - 2002年6月、ニチブンコミックス、日本文芸社[137][138]） - 『借王』の続編。
- ハイカラ洋食伝（『漫画ゴラクスーパー増刊』2001年10月号、日本文芸社[132]）- 『食キング』の外伝で同第27巻に収録されている[132][133]。
- モダン洋食伝（『漫画ゴラクスーパー増刊』2001年12月号、日本文芸社[132]）- 『食キング』の外伝で同第27巻に収録されている[132][133]。
- 鳴々 加賀の応援団（『まんじゃぱ』第4号、2002年、まんじゃぱ制作委員会[139]）
- チンピラ洋食伝（『漫画ゴラクスーパー増刊』2002年2月号、日本文芸社[132]）- 『食キング』の外伝で同第27巻に収録されている[132][133]。
- パチンコファイター猛牛天山!!（協力：天山広吉＆新日本プロレス、全1巻、2003年1月、ニチブンコミックス、日本文芸社[140]）
- はぐれ包丁人無宿 暴れ板豪介（原作：いしぜきひでゆき、全1巻、2003年1月、トクマコミックス、徳間書店[141]）
- 居眠り雀鬼（『阿佐田哲也麻雀傑作集』、2001年12月、バンブーコミックス、竹書房[142]）
- 京都太秦行進曲（原案：福本清三，小田豊二、全1巻、2004年1月、SPコミックス、リイド社[143]） - 『コミック乱』連載時の題名は『斬王 斬られ屋一代[注 16]』であった。
- 包丁無宿勝負旅（全4巻、2004年2月 - 2005年6月、ニチブンコミックス、日本文芸社[145][146]）
- 豊臣秀吉（シナリオ：中山健介・北鏡太、全1巻、2005年11月、SPコミックス、リイド社[147]）
- 売王[注 17]（全2巻、2004年8月・2004年10月、ニチブンコミックス、日本文芸社[148]）
- 喰いしん坊!（全24巻、2005年3月 - 2009年4月、ニチブンコミックス、日本文芸社[150]） - 第36回日本漫画家協会賞優秀賞受賞作品[151]。
- 居酒屋舌偵[注 18]（全1巻、2006年3月、ニチブンコミックス、日本文芸社[153][154]）
- 席亭インコ（『ビッグコミック』第39巻第18号（2006年8月17日増刊号）、小学館）
- 忠臣蔵（シナリオ：久保田千太郎、全5巻、2006年11月 - 2008年8月、SPコミックス、リイド社[155][156]）
- 極道めし（協力：大西祥平、全10巻、2007年2月 - 2012年10月、アクションコミックス、双葉社[157]） - 2011年に映画化。2018年にテレビドラマ化された[158][159]。
- 美味探求記（『コミック乱ツインズ』第6巻第2号（2008年2月増刊号・戦国武将列伝） - 『COMIC RAN TWINS 戦国武将列伝』第1巻第3号（2009年2月号）、リイド社） - SPコミックス『勤番グルメ ブシメシ!』第3巻に収録されている[160]。
- 忍法剣士伝（原作：山田風太郎、全2巻、2009年4月・2010年5月、SPコミックス、リイド社[161][162]） - 小説のコミカライズ作品。
- ばくめし!（全6巻、2009年8月 - 2010年6月、ニチブンコミックス、日本文芸社[163][164]）
- ワイルド7トリビュート（『ヤングキング』第23巻20号（2009年10月19日（20）号）、少年画報社[165]）

### 2010年代
- 極食キング[注 19]（全5巻、2010年1月 - 2012年12月、ニチブンコミックス、日本文芸社[167][168]） - 『食キング』の続編[133]。
- お嬢飯（『BUBKA』2010年5月号増刊（実話BUBKAタブー） - 『実話BUNKAタブー』2013年2月号、コアマガジン[169][170]）
- 大食い甲子園（全6巻、2010年10月 - 2011年9月、ニチブンコミックス、日本文芸社[171][172]）
- 食アクター健（『月刊北國アクタス』、2010年4月号 - 2011年、北國新聞社[1]）
- ごくえろ（全1巻、2011年1月、ニチブンコミックス、日本文芸社[173][174]）
- 極嬢めし（協力：極嬢会、『漫画アクション』第8巻第36号（2011年10月4日（19）号）、双葉社[175]）
- 邪道（全4巻、2012年1月 - 2012年8月、ニチブンコミックス、日本文芸社[176][177]）
- 男麺[注 20]（全1巻、2011年6月、プレイボーイコミックス、集英社[179][180]）
- 喧嘩ラーメンin鳥取（『コミックとり漫』、2011年12月、日本文芸社[181]）
- B級舌偵（『月刊北國アクタス』、2012年 - 、北國新聞社） - 絶筆（未完）作品の一つ[182]。
- ザ・コックマン（『週刊漫画ゴラク』第49巻第43号（2012年11月9日号） - 、日本文芸社[183]）
- 漫画版 野武士のグルメ（原作：久住昌之、既刊3巻、2014年3月 - 2018年1月、幻冬舎コミックス[184]） - 絶筆（未完）作品の一つ[185]。随筆のコミカライズ作品[13]。2017年にテレビドラマ化された[186]。
- 胃食・道源（『漫画サンデー』第55巻第2号（2013年1月22日（2）号） - 、実業之日本社[187]）
- 闘飯（既刊1巻、2013年6月、アクションコミックス、双葉社[188]）[注 21]
- 喰王スペシャル[注 22]（全1巻、2013年9月、Gコミックス、日本文芸社[190][191]） - 『週刊実話』連載時の題名は『喰わせもん』であり、その全話を本書は収録していない[192]。
- 居酒屋喰亭 本日も営業中！（『別冊漫画ゴラク』2014年1月増刊号・漫画ゴラク酒楽第2号、日本文芸社[193]）
- 食眼王（『超漫画ゴラク』、2014年8月、日本文芸社[194]）
- 食の宝箱・石巻（『マンガッタン』5号（2014年）、街づくりまんぼう[195]）
- 助六一代（『マンガッタン』7号（2015年）、街づくりまんぼう[196]）
- 荒野のグルメ（原作：久住昌之、既刊3巻、2015年4月 - 2017年2月、ニチブンコミックス、日本文芸社[197][198]）- 絶筆（未完）作品の一つ[199]
- 怒りのグルメ[注 24]（全1巻、2015年6月、コアコミックス、コアマガジン[202]） -『お嬢飯』も一篇だけ収録している[202]。
- かどやの親父の牛タンカレー（『石巻カレー全集』第2巻、2015年7月、街づくりまんぼう[203]）
- 土山しげるの今夜も一献（『酒場のグルメ』、2015年9月、GW COMICS、ガイドワークス[204]）
- 泪の故郷カレー（『カレー漫』、2015年11月、まんがタイムマイパルコミックス、芳文社[205]）
- 花火師ドン!（脚本：中澤浩史、原案：ユニバーサルエンターテインメント、『パチンコ攻略マガジン』第27巻第32号（2015年12月17日増刊号・スロマガ7）） - 、プラントピア[206]） - 回胴式遊技機のコミカライズ作品[207]。
- 土山しげるの東北グルメ旅（『レタスクラブ』2016年12月24日増刊号、KADOKAWA[208]）
- 〆のグルメ（既刊1巻、2016年12月、アクションコミックス、双葉社[209]） - 絶筆（未完）作品の一つ[210]。
- 俺、南極で料理してます（原案：竪谷博、『月刊バーズ』、第15号第11号（2016年11月号） - 第16号第1号（2017年1月号）、幻冬舎[211]） - 未完作品[211]。
- 流浪のグルメ 東北めし（全3巻、2016年11月 - 2018年8月、双葉社[212][213]） - 絶筆（未完）作品の一つ[214]。『週刊大衆』連載時の題名は『東北めし！』であった[215]。
- 勤番グルメ ブシメシ![注 25]（原作：酒井伴四郎、協力：青木直己、全3巻、2017年1月 - 2019年12月、SPコミックス、リイド社[218]） - 絶筆（未完）作品の一つ[219]。第3巻には『美味探求記』も収録されている[160]。2017年に『幕末グルメ ブシメシ!』の題名でテレビドラマ化された[220]。
- 出世食堂（『俺流! 絶品めし』、Vol.2（2017年9月） - Vol.6（2018年5月）、ぶんか社[221][222]）- 絶筆（未完）作品の一つ。
- 今夜はコの字で（原作：加藤ジャンプ、全1巻、2022年3月[注 26]、集英社文庫、集英社[225]） - 2020年にテレビドラマ化された[226]。

### 映像作品
- 闇の伴走者〜編集長の条件（2018年、テレビドラマ、プロデューサー：川田尚広、WOWOW） - スタッフに「漫画協力」として名を連ねている[227]。

## 選集
- 土山しげる自選 ラーメン特別選！（2017年3月、このマンガがすごい! Comics、宝島社[228]）[229]
- 土山しげる自選 がっつり飯マンガ特別選！（2017年4月、このマンガがすごい! Comics、宝島社[228]）

## 映像化作品
- UFO戦士ダイアポロン - 1976年4月 - 1976年9月、テレビアニメ[26]。
- 極道ステーキ
  - 極道ステーキ - 1991年6月、ビデオシネマ[230][65]。
  - 極道ステーキ2 - 1992年2月、ビデオシネマ[231][232]。
  - 極道ステーキ3 - 1992年11月、ビデオシネマ[233][234]。
- 女囚処刑人マリア
  - 女囚処刑人マリア - 1994年6月、ビデオシネマ[235]。
  - 女囚処刑人マリア2 - 1995年5月、ビデオシネマ[236]。
  - 女囚処刑人マリア 劇場版 - 1995年11月、映画[237]。
- 用心坊 極道狩り - 1994年10月、ビデオシネマ[83][238]。
- 極つぶし - 1994年10月、映画[101]。
- 喧嘩ラーメン - 1996年12月、ビデオシネマ[239]。
- 借王
  - 借王 - 1997年10月、映画[240][241]。
  - 借王2 - 1997年10月、映画[242][243]。
  - 借王3 - 1998年7月、映画[244][245]。
  - 借王4 - 1998年7月、映画[246][247]。
  - 借王 －THE MOVIE－ 沖縄大作戦 - 1999年2月、映画[248][249]。
  - 借王 ナニワ相場師伝説 - 1999年7月、映画[250][251]。
  - 借王 －THE MOVIE 2000－ - 2000年7月、映画[252][253]。
  - 借王 －狙われた学園－ - 2001年1月、ビデオシネマ[254]。
  - 借王 ファイナル - 2002年3月、ビデオシネマ[255][256]。
  - 借王＜シャッキング＞ －銭の達人－ - 2009年10月 - 2009年11月、テレビドラマ[257]。
  - 借王＜シャッキング＞II －運命の報酬－ - 2011年1月 - 2011年2月、テレビドラマ[258]。
  - 借王シャッキング〜華麗なる借金返済作戦〜 - 2014年12月、テレビドラマ[259]。
- 修羅の蛮王（バンキング） - 2001年8月、ビデオシネマ[260][261]。
- 首領の道
  - 首領の道 - 2011年12月 - 2015年3月、ビデオドラマ、全15巻[262]。
  - 首領の道 Season2 - 2015年10月 - 2016年1月、ビデオドラマ、全2巻[263][264]。
- 喰いしん坊!
  - 喰いしん坊! 大喰い開眼篇 - 2007年8月、映画[265]。
  - 喰いしん坊!2 大喰い苦闘編 - 2007年12月、映画。
  - 喰いしん坊!3 大喰い敵対篇 - 2008年8月、ビデオシネマ。
  - 喰いしん坊!4 大喰い激闘篇 - 2008年12月、ビデオシネマ。
- 極道めし
  - 極道めし - 2011年9月、映画[266]。
  - 極道めし - 2018年7月 - 2018年9月、テレビドラマ[267]。
- 幕末グルメ ブシメシ!
  - 幕末グルメ ブシメシ! - 2017年1月 - 2017年2月、テレビドラマ[268]。
  - 幕末グルメ ブシメシ!2 - 2018年1月 - 2018年2月、テレビドラマ[269]。
- 野武士のグルメ – 2017年3月、テレビドラマ[270]。
- 今夜はコの字で
  - 今夜はコの字で - 2020年1月 - 2020年3月、テレビドラマ[271]。
  - 今夜はコの字で Season2 - 2022年4月 - 2022年6月、テレビドラマ[272]。

## 出演
- マンガノゲンバ（第99回、2009年6月7日、NHK衛星第2テレビジョン、日本放送協会[273]）
- マンガノゲンバ（第109回、2009年11月8日、NHK衛星第2テレビジョン、日本放送協会[274]）
- 特報首都圏（2010年08月28日、NHK東京テレビジョン、日本放送協会[275]）
- Nちゃんねる（仮）（第55回、2012年4月18日、エフエム西東京[276]）
- 中居正広のミになる図書館（2013年8月13日、テレビ朝日デジタルテレビジョン、テレビ朝日[277][278]）
- 漫学〜Nちゃんねる（仮）〜（第1回、2014年4月2日、エフエム西東京[279]）
- シコウヒンTV（第236回、2015年、GENIUS AT WORK[280]）
- あるある議事堂（第20回、2016年9月11日、テレビ朝日デジタルテレビジョン、テレビ朝日[281]）

## アシスタント
- 山田恵庸 - 1991年から暫くの間、土山しげるのアシスタントを勤めた[282]。
- タカヤス - 杉本隆康[283]。

## 脚註

### 註釈
1. ↑  実はアシスタント時代の1973年に発表した『血の代償』がデビュー作だが、独立後の一作目となる『ダラスの熱い日』を「本格」デビュー作としている[5][11][12]。
2. ↑  見舞いに来た『週刊漫画ゴラク』の編集長に構想を伝えると、その場で『喧嘩ラーメン』の連載が決まった[10][15]。『喧嘩ラーメン』は、望月三起也に弟子入りして初めて携わった『突撃ラーメン』へのオマージュでもある[11][13]。
3. ↑  南信長は土山しげるの「食漫画」の先例として、泉昌之の作品を紹介している[13]。
4. ↑  『開化狂輪離し』は「かいかくるわばなし」と読む[18]。
5. ↑  『炎の出発』は「ほのおのたびだち」と読む。
6. ↑  『ダンダラ新選組』は、望月三起也が『週刊少年ジャンプ』第6巻第15号（1973年4月9日（17）号）で発表した読み切り作品[20]。
7. ↑  『愛マシンガン』は「らぶましんがん」と読む[22]。
8. ↑  『めいわく鳶』は「めいわくとんび」と読む。
9. ↑  『殺人カーニバル』は「ヒットカーニバル」と読む[56]。
10. ↑  『医候』は「いそうろう」と読む[97]。
11. ↑  『借王』は「しゃっきんぐ」と読む[109]。
12. ↑  『首領の道』は「どんのみち」と読む[118]。
13. ↑  『食キング』は「しょくきんぐ」と読む[120]。
14. ↑  『蛮王』は「ばんきんぐ」と読む[126]。
15. ↑  『どぶ』は望月三起也の同名作品へのオマージュである[11]。
16. ↑  『斬王』は「ザンキング」と読む[144]。
17. ↑  『売王』は「ばいきんぐ」と読む[148][149]。
18. ↑  『舌偵』は「たんてい」と読む[152]。
19. ↑  『極食キング』は「ごくしょっきんぐ」と読む[166]。
20. ↑  『男麺』は「おとこめ〜ん」と読む[178]。
21. ↑  収録話数は、四六判叢書アクションコミックスの一書で2013年6月刊の『闘飯』より、B6判叢書Coinsアクションオリジナルの一書で2013年12月刊の『闘飯：うまかばいっ!博多の強敵・新井主任登場!!』のほうが6話多い[189]。
22. ↑  『喰王』は「くうきんぐ」と読む[190]。
23. ↑  『噴飯男』は「ふんぱんまん」と読む[200]。
24. ↑  単行本化の際に、題名を連載時の『噴飯男[注 23]』から『怒りのグルメ』に改題した。土山しげるは『怒りのグルメ』について、つい話題の店に入って大失敗してしまった時の怒りを、紙に叩きつけた作品としている[201]。
25. ↑  連載当初の題名は『幕末単身赴任 ブシメシ!』だったが、『コミック乱』第18巻第4号（2016年2月号）から『勤番グルメ ブシメシ!』に改題した[216][217]。
26. ↑  2022年3月に集英社から集英社文庫の一書として刊行された『今夜はコの字で 完全版』（全1巻）は、2016年3月に集英社インターナショナルから刊行した『今夜はコの字で』（全1巻）の未収録話を収録し完全版としている[223]。この未収録話は『グランドジャンプPREMIUM』2016年5月号に掲載した一篇である[224]。